# アケロンMP
以前は Missile Moyenne Portée（MMP、「中距離ミサイル」の意）と呼ばれていたアケロンMP（Akeron MP、Moyenne Portée[中距離]）は、フランスのネットワーク化可能な第5世代対戦車ミサイルシステム。撃ちっ放しと指令誘導の両方の運用モードを備え、さらに見通し外運用のために発射地点以外の場所からの標的指定による発射後ロックオン能力も有している 。
MBDAフランスが開発したアケロンMPは2017年からフランス軍に配備され、ミランおよびアメリカ合衆国製のFGM-148 ジャベリンを置き換えている。歩兵携行（携帯式ミサイル）および戦闘車両に搭載して5 kmの距離から発射できるように設計されている。
同じ系列で航空機発射の長射程タイプであるアケロンLP（Akeron Longue Portée）も開発されている。このタイプは新しく配備されるユーロコプター ティーガーMkIIIへの搭載が意図されている。

## 来歴
MMP計画は2009年にMBDAの40年使用されたミランの後継機を開発するために開始された。これは、ミラン・ミサイルに追加するというよりは、2010年にフランスの作戦上の必要に答えるためにアメリカ製のジャベリンを緊急に購入したことに対応したもので、撃ちっ放し能力のために260発のジャベリンが発注された。MBDAの強化型ミランERの提案は、この能力の欠如で却られた。それまでのミラン・システムの主要な運用国であるイギリスも同様な理由でジャベリンに転換していた。
2011年に、特殊作戦群および前線への多目的精密攻撃能力の装備と呼ばれるフランス軍による要求が策定された。調達するミサイルは、軽車両から最新世代のMBTまで、固定または移動する地上目標を破壊できること、また、降車していても、要塞の後ろに守られていても、人員を無力化できることが要求された。発射担当者は交戦中も保護されなければならないため、操作のしやすさ、発射後の誘導、狭い場所からの発射能力も要求された。
ロッキード・マーティン/レイセオンのジャベリンおよびラファエルのスパイクと競合した後で、2017年にMMPをフランス陸軍へ配備開始するために2013年にDGAによって発注が確定された。2014年前半に、主力戦車に対する弾頭の試験とともにミサイルの試験が開始され、4月には運用クルーに対する安全性を確認するために試験用トンネルで発射するために購入された。MMPは2014年のユーロサトリで展示された。
DGAによるブールジュ（フランス中部）の施設でのMMPの1回目の試射は2015年2月3日に行われ、ミサイルは4,000 m以上の距離で固定標的に命中した。
開発計画はMBDAの自己資金で進められ、2017年に完了する計画だった。2017年11月29日にDGAはフランス陸軍による実弾発射の運用評価が成功した後で20基の発射機と、50発のMMPミサイルがファーストバッチが納入されたことを発表した。最初のユニットは、2018年の配備に先立って訓練に使用される予定となっていた。当初の計画では、2025年までにフランス陸軍の歩兵および騎兵部隊に加え、全軍の特殊部隊に400基の発射機と、1,750発のミサイルが納入され、さらにオプションとして合計2,850発が発注される予定となっている。MMPはミランおよびジャベリンに加えてVAB装甲車やEBRC ジャグアに搭載されるERYXミサイルおよびHOTミサイルも置き換える予定である。

## 詳細
MMPは、ミランが当初要求された冷戦期の戦車戦よりも2000年以降の小規模作戦や対反乱作戦におけるミランの限界を乗り越えるために設計された。イラクやアフガニスタンなどの戦場で、歩兵携行型ミサイルが防衛拠点や、住宅地に即席で設けられた走行に対してしばしば使用されていた。近隣の民間人への巻き添え被害を減らすことは、そのような作戦での重要な政治的要因となっていた。
特に発射時のバックブラストを低減し、限られた空間から安全に発射できるようにしたことと、誘導を改善して赤外放射の少ない標的や、装甲戦闘車両を標的とし、巻き添え被害のリスクを低減することが既存のミサイルに対する開発の要点だった。従来機種と比較して、以前の動きの遅い軍事調達の開発ではなく、多くのCOTS電子機器を大量に採用している。
ミサイルと誘導システムは3つの異なる動作モードが使用可能である：
- ファイア・アンド・フォーゲット モード
- ファイバーオプティクスデータリンクを使用したヒューマン・イン・ザ・ループ（英語版） モード
- 見通し外運用のために発射地点以外の場所からの標的指定による発射後ロックオン（英語版） モード

これらの新機能を備えた上で、現代の装甲戦闘車両や主力戦車の装甲に対して有効であることに変わりはない。通常装甲、複合装甲、爆発反応装甲に有効なタンデム弾頭が使用されている。また、弾頭は爆発時に1,500個のタングステン片を散布し、15m以内の人員に対して有効である。
以下のような特徴から、商業的な立ち上げ時にMBDAはMMPを最初の第5世代陸上戦闘用ミサイルと位置付けた：
- 赤外線と可視光線のデュアルバンドシーカーにより、あらゆる視界条件下で高温・低温のターゲットとの交戦を可能にする。赤外線センサーは冷却されないため、対空ミサイルとしての性能には制限があるが、歩兵ミサイルにとっては大幅な簡略化となっている。特に、補給所で補充する必要がある加圧ガス供給への依存を避けることができる。ガス冷却式IRセンサーやワンショット式サーマルバッテリーを備えたスティンガーなどのミサイルとは異なり、MMPは資源を消費することなく潜在的なターゲットに何度もロックオンすることが可能である。この2つのセンサーはドーム内の反転軸に取り付けられており、発射前にオペレーターがどちらのセンサーモードを展開するかを選択する。従来のサイド・バイ・サイド型の2つのセンサーに比べ、より広い視野を確保できるため、シーカーがターゲット、特に高速で移動するターゲットをミサイルの視野内に収めることができ、発射後のロックオンが大幅に容易となった。
- 初期歩兵仕様の発射機は、高解像度の赤外線冷却センサーと昼光テレビカメラを搭載したデュアルモード。これらのセンサーは、全天候型の偵察と脅威の評価機能を高い品質でサポートする。ミサイルからの光ファイバーデータリンクは、シーカーの画像をヒューマン・イン・ザ・ループ（英語版）制御のために発射ステーションに送り返すことができる。また、万が一、目標周辺の市民によって標的が見えなくなった場合でも、爆発させることなく発射を中止させることができる。直撃弾の場合は、発射前に発射機の画像と自己相関をとってシーカーをロックするため、特に最大射程のターゲットに対するシーカーのロックが確実かつ容易になる。また、GPS受信機、コンパスおよびオプションのレーザー距離計を搭載しており、ネットセントリック性を確保し、戦術的データリンクを通じて目標座標を交換し、第三者による目標指定も可能となっている。
- このミサイルには、MEMS技術で開発された、このクラスの軽ミサイルでは新しい慣性計測装置（IMU）が組み込まれている。このIMUは、光ファイバーデータリンクとともに、発射後ロックオン（LOAL）操作のための飛行中の照準と再照準を可能にし、また、低高度でのダイレクトアタックと主力戦車の弱点である砲塔を通して狙うトップアタックの二つの軌道オプションを選択できるようになっている。
- MMPの新しい115mm口径多目的弾頭は、重量が2 kg強で、主ロケット・モーターの前方に前置炸薬、モーターの後方に主炸薬というタンデム炸薬を備えており、対装甲と対インフラストラクチャーの2つのモードが選択可能であることが特徴となっている。対装甲モードでは、ERA（爆発反応装甲）下のRHA（圧延均質装甲）を1,000mm以上貫通させることができる。対インフラストラクチャーモードでは、2メートル以上の武装したコンクリートを突破することができる。両モードとも対人能力も備えている。
- 軽量で、人が簡単に持ち運べる。口径140mmで全長1,300mm（51インチ）。ミサイルの重量は戦術キャニスターを含めて15 kg。発射機は三脚とバッテリーを含めて11 kgである。最初に供給されたミサイルは歩兵携行型だが、車両搭載用も開発中である。
- 発射機の後方、前方ともに爆風を抑え、狭い場所からの安全な発射が可能。前方に歩兵が接近している状態でミサイルを発射することができる。
- 巻き添え被害のリスクの最小化。

アケロンMPはフランス陸軍の要求に基づいて4,000 mの射程を有していたが、2018年5月の試射で2発が5,000 m先の標的に命中した。

## 計画の進化
ユーロサトリ2016でMBDAは新しいIMPACT砲塔を披露した。この250 kgの電動砲塔はルノー・ダガー（PVP装甲車の輸出モデル）に搭載されて展示された。この砲塔にはMMPの発射管制用の昼夜両方のセンサーとともに、即応状態の2発のミサイルと、自衛用の7.62 mm機関銃および弾薬が搭載されている。
2017年にMBDAはオーストラリア国防軍に対して、ボクサー装輪装甲車（30 mmランス砲塔上）とBAEシステムズのAMV35（35 mm BAEハッグルンズ砲塔上）の両方の車両で統合対戦車ミサイル（ATGW）として、オーストリア陸軍のLAND 400計画にMMPを提供した。また、陸軍のLAND 4108計画では現役のジャベリン対戦車ミサイルの後継として、歩兵用発射機とセットで提供した。
ユーロサトリ2018で、砲塔に並んで2発のMMPのポッドが搭載されたフランス陸軍の新型のジャグア偵察車が発表された。展示会の中でMBDAおよびミルレム・ロボティクスは「対戦車無人地上車」のフィージビリティ・スタディを開始したことを発表した。この合弁計画はミルレム・ロボティクスのTHeMIS無人地上車と、2発のMMPを装填したMBDAのIMPACT（Integrated MMP Precision Attack Combat Turret、統合MMP精密攻撃戦闘砲塔）システムを統合するものである。
2018年8月および9月に、フランス陸軍は砂漠環境でのミサイルの運用能力を試験するためにジブチでの実射試験を指揮した。政府によれば、9発のMMPが成功裏に発射された。そのうちの2発はECUME複合艇から発射された。ミサイルは安定化された遠隔操作砲塔に組み込まれ、MMPの海上タイプへの道筋をつけた。
同年12月、ピカルディ戦闘群がマリ南西部の3カ国の国境地域での作戦を率い、新しい中距離ミサイルMMPの初めての実戦の場での装備と使用がなされた。
2019年前半に、MBDA、DGAおよびSTATはMMPの低音環境での能力を試験するための別の試射活動を組織した。3発のMMPが気温-30 ℃に達するスウェーデンで成功裏に発射された。

## 派生型

### インド
2017年2月、MBDAはインドのコングロマリットであるラーセン&トゥブロ（L&T）との合弁事業を発表した。この合弁会社は、インド陸軍の要求に適した、MMPをもとにした第五世代対戦車ミサイルの開発と供給を目的としている。

### スウェーデン
2021年7月、フランスとスウェーデンは、MBDAのMMPミサイルをもとにした新対戦車ミサイルの共同開発に合意した。フランスの装備総局（DGA）はこの新しいミサイルを製造するために、スウェーデン国防装備庁（Försvarets materielverk、FMV）との同意書に署名した。この契約のスウェーデン側のパートナーはSAABとなる予定である。スウェーデン型はRBS-58となる予定である。

## 運用国
フランス陸軍は2017年11月に50発のMMPミサイルと、20基の発射機の第1陣を受領した。この最初のユニットは将来の運用国の訓練に使用される。この兵器システムは2018年中に作戦展開され、2025年までにフランス全軍に400基の発射機と、1,950発のミサイルの納入が計画されている。
2017年12月、カタールは最大4億ユーロでMMPを取得するために、MBDAとの交渉を開始したと報じられた。カタールの現有の対戦車ミサイルのほとんどは解体されることになっており、同国は在庫を更新を検討していた。ドーハはほとんどがHOTと旧式のミランからなる約650発のミサイルを所有しているが、これらは廃棄される予定である。

### 現在の運用国
- フランス

発射機400基およびミサイル2,850発が2017年から配備されている。2023年時点で、フランス陸軍が地上発射型と車載型を保有している。

### 運用予定国
- スウェーデン

試験と評価のために数システムのアケロンMPミサイルシステムが発注された。ミサイルの派生型であるRBS-58がスウェーデン軍向けに開発されている。SAABダイナミク社によってライセンス生産される予定である。

### 導入検討中
- ベルギー
- カタール